# Haukijärvi (Gällivare socken, Lappland, 747951-170856)
Haukijärvi är en sjö i Gällivare kommun i Lappland och ingår i Kalixälvens huvudavrinningsområde. Sjön har en area på 0,211 kvadratkilometer och ligger 485,1 meter över havet. Haukijärvi ligger i Lina fjällurskog Natura 2000-område.

## Delavrinningsområde
Haukijärvi ingår i det delavrinningsområde (747836-171057) som SMHI kallar för Inloppet i Tjautjasjaure. Medelhöjden är 525 meter över havet och ytan är 27,82 kvadratkilometer. Det finns ett avrinningsområde uppströms, och räknas det in blir den ackumulerade arean 80,65 kvadratkilometer. Akkajoki som avvattnar avrinningsområdet har biflödesordning 2, vilket innebär att vattnet flödar genom totalt 2 vattendrag innan det når havet efter 310 kilometer. Avrinningsområdet består mestadels av skog (95 procent). Avrinningsområdet har 1,22 kvadratkilometer vattenytor vilket ger det en sjöprocent på 4,4 procent.